# Jehošua Menachem Pollack
Jehošua Menachem Pollack (hebrejsky יהושע מנחם פולק‎, * 1948) je izraelský politik a bývalý poslanec Knesetu za stranu Sjednocený judaismus Tóry.

## Biografie
Narodil se roku 1948. Působil jako místostarosta Jeruzalému.
V izraelském parlamentu zasedl po volbách do Knesetu v roce 2006, ve kterých kandidoval za stranu Sjednocený judaismus Tóry. Mandát ale získal až dodatečně v lednu 2009 jako náhradník za zemřelého poslance Avrahama Ravice, jen pár týdnů před koncem funkčního období. Na práci Knesetu se již výrazněji nepodílel.
Ve volbách do Knesetu v roce 2009 kandidoval, ale nebyl zvolen.